# Renny Harlin
Renny Harlin (născut ca Lauri Mauritz Harjola, n. 15 martie 1959, Riihimäki, Häme Province⁠(d), Finlanda) este un regizor și producător finlandez. Filmele sale au adunat peste jumătate de miliard de dolari americani în SUA până în ianuarie 2013. A regizat filme ca Insula secretelor (Cutthroat Island ), Greu de ucis 2 și Legenda lui Hercule.

## Filmografie
- Vacanță tragică (1986)
- Închisoarea (1987)
- Coșmarul de pe Elm Street 4: Stăpânul visului (1988)
- Greu de ucis 2 (1990)
- The Adventures of Ford Fairlane (1990)
- Luptă la înălțime (1993)
- Insula secretelor  (1995)
- Sărutul dulce al răzbunării (1996)
- Rechinii ucigași (1999)
- La viteză maximă (2001)
- Minți ucigătoare (2004)
- Exorcistul: Începutul (2004)
- Conjurația tăcerii (2006)
- Fără urmă (2007)
- 12 încercări  (2009)
- 5 zile de război (2011)
- Trecătoarea Diavolului (2013)
- Legenda lui Hercule (2014)
- Detectivul, mafia și cartoforul (2016)
- Legend of the Ancient Sword (2018)
- Bodies at Rest (2019)
- The Misfits (TBA)

## Legături externe
- Renny Harlin la CineMagia